# 지도 학습
지도 학습(supervised learning)은 훈련 데이터(Training Data)로부터 하나의 함수를 유추해내기 위한 기계 학습(Machine Learning)의 한 방법이다. 훈련 데이터는 일반적으로 입력 객체에 대한 속성을 벡터 형태로 포함하고 있으며 각각의 벡터에 대해 원하는 결과가 무엇인지 표시되어 있다. 이렇게 유추된 함수 중 연속적인 값을 출력하는 것을 회귀분석(Regression)이라 하고 주어진 입력 벡터가 어떤 종류의 값인지 표식하는 것을 분류(Classification)라 한다. 지도 학습기(Supervised Learner)가 하는 작업은 훈련 데이터로부터 주어진 데이터에 대해 예측하고자 하는 값을 올바로 추측해내는 것이다. 이 목표를 달성하기 위해서는 학습기가 "알맞은" 방법을 통하여 기존의 훈련 데이터로부터 나타나지 않던 상황까지도 일반화하여 처리할 수 있어야 한다. 사람과 동물에 대응하는 심리학으로는 개념 학습(Concept Learning)을 예로 들 수 있다.

## 평가 방법
훈련 데이터로부터 하나의 함수가 유추되고 나면 해당 함수에 대한 평가를 통해 파라미터를 최적화한다. 이러한 평가를 위해 교차 검증(Cross-Validation)이 이용되며 이를 위해 검증 집합(Validation Set) 을 다음의 3가지로 나눈다.
- 훈련 집합(A Training Set)
- 검증 집합(A Validation Set)
- 테스트 집합(A Test Set)

이러한 교차 검증을 통하여 훈련된 각 함수에 대해 정밀도(Precision)와 재현율(Recall)를 측정할 수 있으며 그 정의는 아래와 같다.
|                    |      | 실제 결과 / 분류    | 실제 결과 / 분류    |
|                    |      | 참                  | 거짓                |
| ------------------ | ---- | ------------------- | ------------------- |
| 추론된 결과 / 분류 | 참   | tp (true positive)  | fp (false positive) |
| 추론된 결과 / 분류 | 거짓 | fn (false negative) | tn (true negative)  |

정밀도(Precision)와 재현율(Recall)은 다음과 같이 정의:
{\displaystyle {\mbox{Precision}}={\frac {tp}{tp+fp}}\,}
{\displaystyle {\mbox{Recall}}={\frac {tp}{tp+fn}}\,}

## 지도 학습을 이용한 알고리즘
- 서포트 벡터 머신 (support vector machine)
- 은닉 마르코프 모델 (Hidden Markov model)
- 회귀 분석 (Regression)
- 신경망 (Neural network)
- 나이브 베이즈 분류 (Naive Bayes Classification)

## 같이 보기
- 준 지도 학습
- 자율 학습 (기계 학습)
- 분류
- 회귀 분석
- 기계 학습
- 인공지능
- 자동 로봇
- 생체 정보학
- 컴퓨터 지능
- 컴퓨터 시각
- 데이터 마이닝
- 패턴 인식